# Ciper na Pesmi Evrovizije
Ciper sodeluje na Pesmi Evrovizije od leta 1981. Doslej še ni dosegel zmage; najboljša ciprska uvrstitev je drugo mesto leta  2018. Na Evroviziji 1986 je Ciper zasedel zadnje mesto, kar je najslabša ciprska uvrstitev doslej.
Od svojega prvega evrovizijskega nastopa do sedaj Ciper trikrat ni sodeloval na izboru – leta 1988, 2001 in 2014. Leta 1988 je bil ciprski izvajalec diskvalificiran, saj je šlo za pevca, ki je z enako pesmijo na nacionalnem predizboru nastopil že pred nekaj leti. Leta 2001 se Ciper po tedanjih pravilih ni uvrstil na izbor zaradi slabe uvrstitve leta 2000. Leta 2014 so kot razlog za odpoved navedli javno mnenje po finančni krizi v letih 2012–13 in proračunske omejitve.

## Ciprski predstavniki
| Leto | Izvajalec                          | Pesem                                           | Finale                | Točke                 | Polfinale                   | Točke                       |
| ---- | ---------------------------------- | ----------------------------------------------- | --------------------- | --------------------- | --------------------------- | --------------------------- |
| 1981 | Island                             | »Monika (Μόνικα)«                               | 6.                    | 69                    | Ni bilo polfinalov          | Ni bilo polfinalov          |
| 1982 | Anna Vissi                         | »Moni i agapi (Μόνο η αγάπη)«                   | 5.                    | 85                    | Ni bilo polfinalov          | Ni bilo polfinalov          |
| 1983 | Stavros & Constantina              | »I agapi akoma zi (Η αγάπη ακόμα ζει)«          | 16.                   | 26                    | Ni bilo polfinalov          | Ni bilo polfinalov          |
| 1984 | Andy Paul                          | »Anna Maria Lena (Άννα Μαρία Λένα)«             | 15                    | 31                    | Ni bilo polfinalov          | Ni bilo polfinalov          |
| 1985 | Lia Vissi                          | »To katalava arga (Το κατάλαβα αργά)«           | 16.                   | 15                    | Ni bilo polfinalov          | Ni bilo polfinalov          |
| 1986 | Elpida                             | »Tora zo (Τώρα ζω)«                             | 20.                   | 4                     | Ni bilo polfinalov          | Ni bilo polfinalov          |
| 1987 | Alexia                             | »Aspro, mavro (Άσπρο-μαύρο)«                    | 7.                    | 80                    | Ni bilo polfinalov          | Ni bilo polfinalov          |
| 1989 | Fani Polymeri & Giannis Savvidakis | »Apopse as vrethoume (Απόψε ας βρεθούμε)«       | 11.                   | 51                    | Ni bilo polfinalov          | Ni bilo polfinalov          |
| 1990 | Haris Anastasiou                   | »Milas poli (Μιλάς πολύ)«                       | 14.                   | 36                    | Ni bilo polfinalov          | Ni bilo polfinalov          |
| 1991 | Elena Patroklou                    | »S.O.S.«                                        | 9.                    | 60                    | Ni bilo polfinalov          | Ni bilo polfinalov          |
| 1992 | Evridiki                           | »Teriazoume (Ταιριάζουμε)«                      | 11.                   | 57                    | Ni bilo polfinalov          | Ni bilo polfinalov          |
| 1993 | Zimboulakis in van Beke            | »Mi stamatas (Μη σταματάς)«                     | 19 .                  | 17                    | Kvalifikacija za Millstreet | Kvalifikacija za Millstreet |
| 1994 | Evridiki                           | »Ime anthropos ki ego (Είμαι άνθρωπος κι εγώ)«  | 11.                   | 51                    | Ni bilo polfinalov          | Ni bilo polfinalov          |
| 1995 | Alexandros Panayi                  | »Sti fotia (Στη φωτιά)«                         | 9.                    | 79                    | Ni bilo polfinalov          | Ni bilo polfinalov          |
| 1996 | Constantinos                       | »Mono gia mas (Μόνο για μας)«                   | 9.                    | 72                    | 15.                         | 42                          |
| 1997 | Hara & Andreas Konstantinou        | »Mana mou (Μάνα μου)«                           | 5.                    | 98                    | Ni bilo polfinalov          | Ni bilo polfinalov          |
| 1998 | Michalis Hatzigiannis              | »Genesis (Γένεσις)«                             | 11.                   | 37                    | Ni bilo polfinalov          | Ni bilo polfinalov          |
| 1999 | Marlain                            | »Tha 'ne erotas (Θα 'ναι έρωτας)«               | 22.                   | 2                     | Ni bilo polfinalov          | Ni bilo polfinalov          |
| 2000 | Voice                              | »Nomiza (Νόμιζα)«                               | 21.                   | 8                     | Ni bilo polfinalov          | Ni bilo polfinalov          |
| 2002 | One                                | »Gimme«                                         | 6.                    | 85                    | Ni bilo polfinalov          | Ni bilo polfinalov          |
| 2003 | Stelios Konstantas                 | »Feeling alive«                                 | 20.                   | 15                    | Ni bilo polfinalov          | Ni bilo polfinalov          |
| 2004 | Lisa Andreas                       | »Stronger every Minute«                         | 5.                    | 170                   | 5.                          | 149                         |
| 2005 | Constantinos Christoforou          | »Ela ela (Come baby)«                           | 18.                   | 46                    | Neposredno v finalu         | Neposredno v finalu         |
| 2006 | Annette Artani                     | »Why Angels cry«                                | Brez finala           | Brez finala           | 15.                         | 57                          |
| 2007 | Evridiki                           | »Comme ci, comme ça«                            | Brez finala           | Brez finala           | 15.                         | 65                          |
| 2008 | Evdokia Kadi                       | »Femme fatale«                                  | Brez finala           | Brez finala           | 15.                         | 36                          |
| 2009 | Christina Metaxa                   | »Firefly«                                       | Brez finala           | Brez finala           | 14.                         | 32                          |
| 2010 | Jon Lilygreen & The Islanders      | »Life Looks Better in Spring«                   | 21.                   | 27                    | 10.                         | 67                          |
| 2011 | Hristos Milordos                   | »San angelos s'agapisa (Σαν άγγελος σ'αγάπησα)« | Brez finala           | Brez finala           | 18.                         | 16                          |
| 2012 | Ivi Adamou                         | »La la love«                                    | 16.                   | 65                    | 7.                          | 91                          |
| 2013 | Despina Olympiou                   | »An me thimase (Αν με θυμάσαι)«                 | Brez finala           | Brez finala           | 15.                         | 11                          |
| 2015 | John Karayiannis                   | »One Thing I Should Have Done«                  | 22.                   | 11                    | 6.                          | 87                          |
| 2016 | Minus One                          | »Alter Ego«                                     | 21.                   | 96                    | 8.                          | 164                         |
| 2017 | Hovig                              | »Gravity«                                       | 21.                   | 68                    | 5.                          | 164                         |
| 2018 | Eleni Foureira                     | »Fuego«                                         | 2.                    | 436                   | 2.                          | 262                         |
| 2019 | Tamta                              | »Replay«                                        | 13.                   | 109                   | 9.                          | 149                         |
| 2020 | Sandro                             | »Running«                                       | Tekomvanje odpovedano | Tekomvanje odpovedano | Tekomvanje odpovedano       | Tekomvanje odpovedano       |
| 2021 | Elena Cagrinu                      | »El Diablo«                                     | 16.                   | 94                    | 6.                          | 170                         |
| 2022 | Andromache                         | »Ela«                                           | Brez finala           | Brez finala           | 12.                         | 63                          |
| 2023 | Andrew Lambrou                     | »Break A Broken Heart«                          | 12.                   | 126                   | 7.                          | 94                          |
| 2024 | Silia Kapsis                       | »Liar«                                          | 15.                   | 78                    | 6.                          | 67                          |
| 2025 | Theo Evan                          | »Shh«                                           | Brez finala           | Brez finala           | 11.                         | 44                          |

Leta 1988 je bil za Dublin izbran Yiannis Demetriou s pesmijo Thimame (San to rock 'n' roll) (Θυμάμαι (Σαν το ροκ-εν-ρολ)), za katero pa se je izkazalo, da je že sodelovala v ciprskem predizboru leta 1984, zato so morali odstopiti.

### Avtorske ekipe
| Leto | Pesem (Prevod)                                                    | Avtor glasbe | Avtor besedila |
| ---- | ----------------------------------------------------------------- | --- | --- |
| 1981 | Monika                                                            | Doros Georgiadis | Stavros Sideras |
| 1982 | Mono i agapi (Samo ljubezen)                                      | Anna Vissi | Anna Vissi |
| 1983 | I agapi akoma zi (Ljubezen še živi)                               | Stavros Sideras | Stavros Sideras |
| 1984 | Anna Maria Lena                                                   | Andy Paul | Andy Paul |
| 1985 | To katalava arga (Prepozno sem spoznala)                          | Lia Vissi | Lia Vissi |
| 1986 | Tora zo (Zdaj živim)                                              | Peter Yiannakis | Peter Yiannakis, Fivos Gavris |
| 1987 | Aspro-mavro (Belo-črno)                                           | Andreas Papapaulou | Maria Papapaulou |
| 1989 | Apopse as vrethume (Sestaniva se nocoj)                           | Marios Meletiou | Efi Meletiou |
| 1990 | Milas poli (Preveč govoriš)                                       | John Vickers | Haris Anastasiou |
| 1991 | S.O.S.                                                            | Kypros Charalambus | Andreas Christou |
| 1992 | Teriazume (Podobna sva si)                                        | Giorgos Theophanous, Leonidas Malenis | Giorgos Theophanous, Leonidas Malenis |
| 1993 | Mi stamatas (Ne nehaj)                                            | Aristos Moskovakis | Rodoula Papalambrianou |
| 1994 | Ime anthropos ki ego (Tudi jaz sem človek)                        | Giorgos Theophanous | Giorgos Theophanous |
| 1995 | Sti fotia (V ognju)                                               | Alexandros Panayi | Alexandros Panayi |
| 1996 | Mono yia mas (Le za naju)                                         | Andreas Giorgallis | Rodoula Papalambrianou |
| 1997 | Mana mu (Domovina)                                                | Constantina Konstantinou | Constantina Konstantinou |
| 1998 | Yenesis (Geneza)                                                  | Michael Hajiyanni | Zenon Zindilis |
| 1999 | Tha 'ne erotas (To bo ljubezen)                                   | Yiorgos Kallis | Andreas Karanicolas |
| 2000 | Nomiza (Verjel sem)                                               | Alexandros Panayi | Alexandros Panayi, Silvia M. Klemm |
| 2002 | Gimme (Daj mi)                                                    | Giorgos Theophanous | Giorgos Theophanous |
| 2003 | Feeling alive (Počutim se živega)                                 | Stelios Constantas | Stelios Constantas |
| 2004 | Stronger every minute (Vsako minuto močnejša)                     | Mike Connaris | Mike Connaris |
| 2005 | Ela ela (Pridi, pridi)                                            | Constantinos Christoforou | Constantinos Christoforou |
| 2006 | Why angels cry (Zakaj jočejo angeli)                              | Peter Yiannakis | Peter Yiannakis |
| 2007 | Comme ci comme ça                                                 | Dimitris Korgialas | Poseidon Yannopoulos |
| 2008 | Femme fatale                                                      | Nikos Evangelou | Vangelis Evangelou |
| 2009 | Firefly (Kresnica)                                                | Nikolas Metaxas | Nikolas Metaxas |
| 2010 | Life looks better in spring (Življenje je videti boljše spomladi) | Nasos Lambrianides, Melis Konstantinou | Nasos Lambrianides |
| 2011 | San angelos s'agapisa (Ljubil sem te kot angela)                  | Andreas Anastasiou | Michalis Antoniou |
| 2012 | La la love (La la ljubezen)                                       | Alex Papakonstantinou, Björn Djupström, Alexandra Zakka, Viktor Svensson                                                                                | Alex Papakonstantinou, Björn Djupström, Alexandra Zakka, Viktor Svensson                                                                                 |
| 2013 | An me thimase (Če se me spomniš)                                  | Αndreas Georgallis | Zenon Zindilis |
| 2015 | One Thing I Should Have Done (Ena stvar, ki bi jo moral storiti)  | Mike Connaris | Mike Connaris |
| 2016 | Alter Ego                                                         | Thomas G:son & Minus One | Thomas G:son & Minos One |
| 2017 | Gravity                                                           | Thomas G:son | Thomas G:son |
| 2018 | Fuego                                                             | Alex Papaconstantinou, Geraldo Sandell, Anderz Wrethov, Viktor Svensson, Didrick                                                                        | Alex Papaconstantinou, Geraldo Sandell, Anderz Wrethov, Viktor Svensson, Didrick                                                                         |
| 2019 | Replay                                                            | Alex Papaconstantinou, Teddy Sky,Viktor Svensson, Albin Nedler, Kristoffer Fogelnkuk                                                                    | Alex Papaconstantinou, Teddy Sky, Viktor Svensson, Albin Nedler, Kristoffer Fogelnkuk                                                                    |
| 2020 | Running                                                           | Sandro Nicolas, Alfie Arcuri, Octavian Rasinariu, Sebastian Metzner, Rickards, Teo DK                                                                   | Sandro Nicolas, Alfie Arcuri, Octavian Rasinariu, Sebastian Metzner, Rickards, Teo DK                                                                    |
| 2021 | El diablo                                                         | Thomas Stengaard, Jimmy "Joker Thornfedt, Laurell Barker, Oxa                                                                                           | Thomas Stengaar, Jimmy "Joker" Thorndeft, Laurell Barker, Oxa                                                                                            |
| 2022 | Ela                                                               | Alex Papaconstantinou, Arash, Eyelar Mirzazadem, Fatjon Miftaraj, Filloreta Raci Fifi, George Papadopoulos, Robert Uhlmann, Viktor Svensson, Yll Limani | Alex Papaconstantinou, Arash, Eyelar Mirzazadem, Fatjon, Miftaraj, Filoreta Raci Fifi, George Papadopoulos, Robert Uhlmann, Viktor, Svensson, Yll Limani |